# Alphen-Chaam
Alphen-Chaam – gmina w południowej Holandii, w prowincji Brabancja Północna. Według danych na 1 października 2013 roku zamieszkiwało ją 9675 mieszkańców. Siedzibą administracyjną jest miejscowość Alphen.

## Położenie
Gmina położona jest w południowej części kraju, w południowej części prowincji. Siedziba gminy położona jest w odległości ok. 40 km na południowy zachód od stolicy prowincji- ’s-Hertogenbosch. Gminę przecina droga prowincjalna N260. Na północy przebiega autostrada A16, będąca częścią dwóch europejskich tras- E19 i E312.